# Idioma tornedaliano
El tornedaliano (autoglotónimo: meänkieli) es una variedad lingüística del finés que se habla en la región de Valle del Torne en el norte de Suecia.
El torneladiano es cercano al dialecto finés que se habla en la región finlandesa de Ylitornio, en la frontera de Finlandia y Suecia. Desde 1999, está reconocido por el estado sueco como uno de los cinco idiomas minoritarios en Suecia. Escrito como dos palabras separadas, meän kieli significa “nuestro idioma”. Hoy en día el número de habitantes suecos que habla o entiende tornedaliano se estima en 150 000 personas, de los 469 000 que hablan o entienden finés o tornedaliano, o ambos, entre ellas muy pocos jóvenes.

## Historia
A partir del año 1100 d. C., la zona del valle de Torne empezaba a ser poblada por nativos de Finlandia. Ya en 1809 debido a la invasión rusa se comienza a desarrollar el lenguaje con influencia del sueco en el sudoeste, causado principalmente por la censura cultural rusa y por el hecho de las relaciones vivientes entre ambos países por la supervivencia de la misma, incluso más tarde se llegó a alentar a la población sueca a educarse con respectivos idiomas para mantener el bilingüismo. Pasados los años, en 1888 el gobierno de Suecia declara como única lengua nacional al idioma nativo del país, dando lugar a utilizarse en las escuelas únicamente el sueco, hay evidencias de la época de que incluso se disciplina a los niños de origen finés a hablar solo el sueco, a consecuencia la forma dialectal se desarrolla finalmente en la región, dando lugar al tornedaliano. Rondando la década de 1950 se empieza a estigmatizar el idioma, hasta que en 1970 comienzan los movimientos sociales para que se reconociera la presencia cultural en ambos países. En 1999 se toma una decisión parlamentaría para el reconocimiento de la lengua, siendo aplicada favorablemente hasta hoy. 